# Lost in a Moment
Lost in a Moment es el tercer álbum de estudio de la cantante noruega Lene Marlin.

## Lista de canciones
1. My Lucky Day
2. All I Can Say
3. How Would It Be
4. Hope You're Happy
5. What If
6. Leave My Mind
7. When You Were Around
8. Never To Know
9. Eyes Closed
10. It's True
11. Wish I Could

- Datos: Q2520982